# Aeolis Palus
Aeolis Palus est une plaine située entre la paroi nord du cratère Gale et les contreforts nord d'Aeolis Mons (officieusement « mont Sharp ») sur la planète Mars, et dont le centre se trouve à 4.47°S 137.42°E.

## Exploration

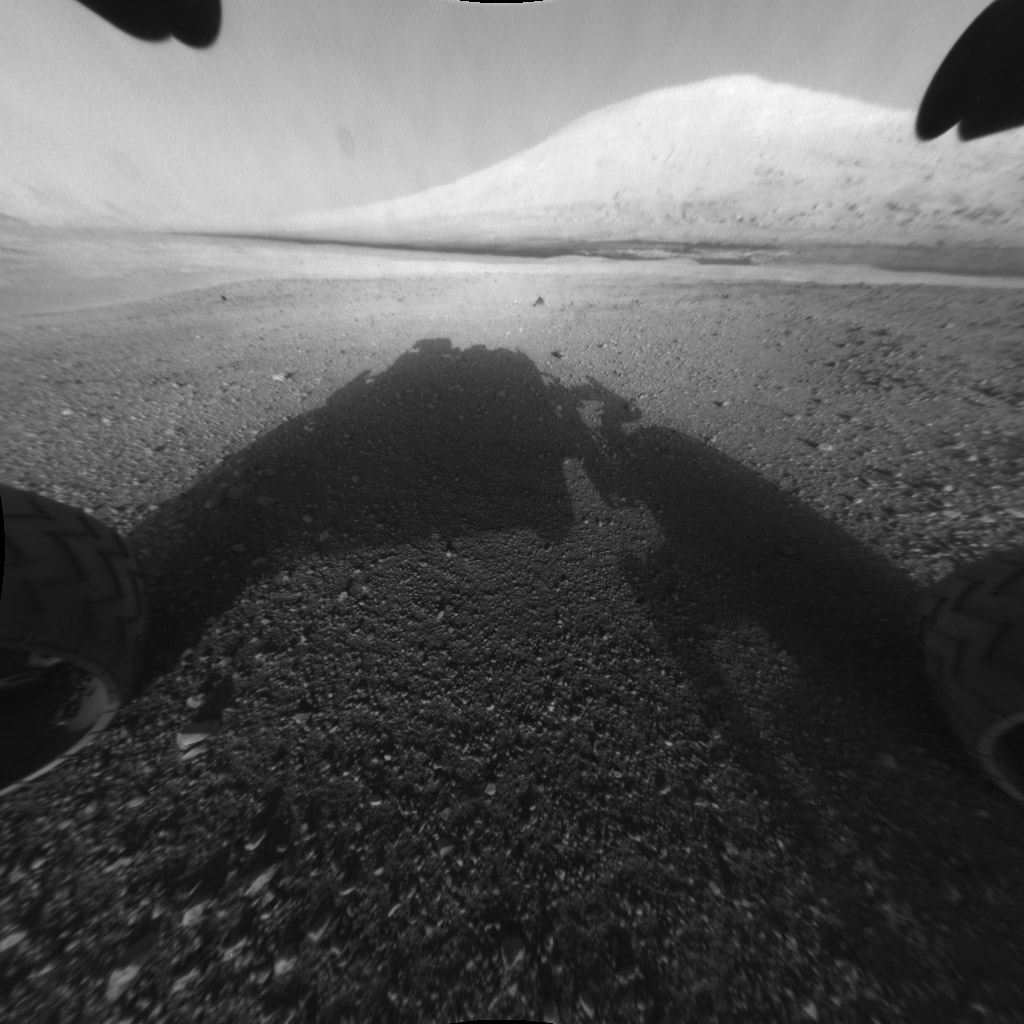
Aeolis Palus, avec Aeolis Mons en arrière-plan, photographiée par le rover Curiosity le 6 août 2012.

Le 5 août 2012 à 22 h 32, heure locale (6 août 2012 à 5 h 32 UTC), le contrôleur de mission au JPL reçut un signal du rover de la NASA Curiosity, qui avait réussi son atterrissage sur Aeolis Palus. La mission du rover est d'explorer la surface du cratère Gale en mettant d'abord l'accent sur les alentours du site d’atterrissage sur Aeolis Palus avant de s'aventurer dans les proches contreforts d'Aeolis Mons afin d'étudier leurs caractéristiques géologiques et leurs strates,,,.

## Annexes

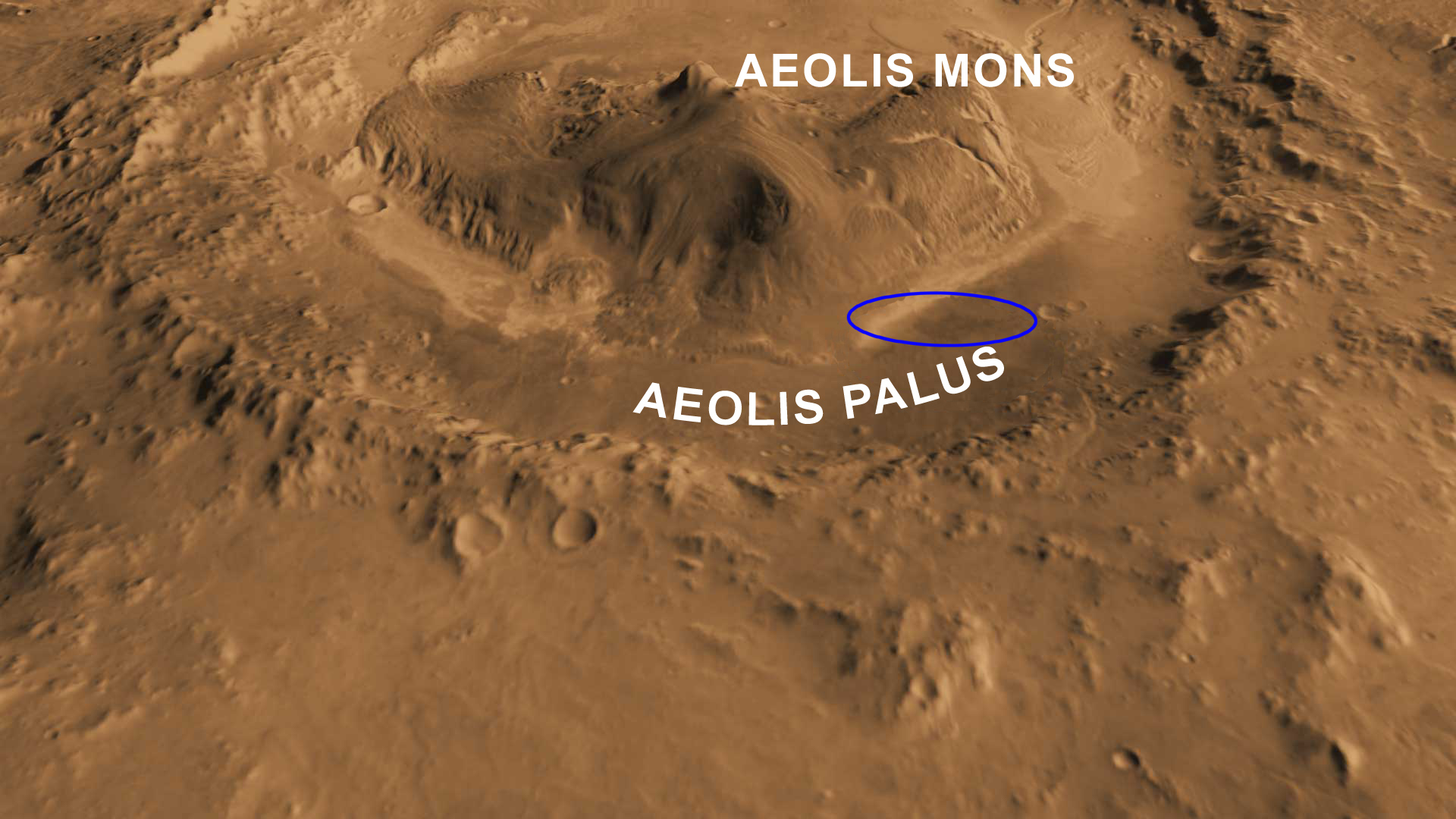
Le cratère Gale, avec l'ellipse d’atterrissage de Mars Science Laboratory dans Aeolis Palus — le Nord se trouve en bas.